# Újvári József (labdarúgó)
Újvári József (Tóalmás, 1904. április 4. – Pestszenterzsébet, 1945. január 9.) válogatott labdarúgó, kapus.

## Pályafutása

### Klubcsapatban
A Hungária labdarúgója volt, ahol két bajnoki címet a csapattal. Megbízható, ruganyos mozgású kapus volt, aki a magas labdák hárításában jeleskedett. Szabó Antal válogatott kapus mellett is a Hungária labdarúgója maradt és ezzel állandó tartalék lett csapatában és a válogatottban is.

### A válogatottban
1928 és 1938 között hat alkalommal védett a magyar labdarúgó-válogatottban.

## Sikerei, díjai
- Magyar bajnokság
  - bajnok: 1928–29, 1935–36

## Statisztika

### Mérkőzései a válogatottban
| Magyarország | Magyarország       | Magyarország              | Magyarország | Magyarország | Magyarország | Magyarország | Magyarország | Magyarország |
| #            | Dátum              | Helyszín                  | Hazai        | Eredmény     | Vendég       | Kiírás       | Gólok        | Esemény      |
| ------------ | ------------------ | ------------------------- | ------------ | ------------ | ------------ | ------------ | ------------ | ------------ |
| 1.           | 1928. október 7.   | Bécs, Hohe Warte          | Ausztria     | 5 – 1        | Magyarország | Európa-kupa  | -            | 53'          |
| 2.           | 1931. november 8.  | Budapest, Üllői úti pálya | Magyarország | 3 – 1        | Svédország   | barátságos   | -            |              |
| 3.           | 1931. december 13. | Torino, Campo Torino      | Olaszország  | 3 – 2        | Magyarország | Európa-kupa  | -            |              |
| 4.           | 1932. február 19.  | Kairó                     | Egyiptom     | 0 – 0        | Magyarország | barátságos   | -            |              |
| 5.           | 1935. május 12.    | Budapest, Üllői úti pálya | Magyarország | 6 – 3        | Ausztria     | barátságos   | -            | 38'          |
| 6.           | 1938. január 16.   | Luxembourg                | Luxemburg    | 0 – 6        | Magyarország | barátságos   | -            |              |
|              | Összesen           |                           |              | 6            | mérkőzés     |              | 0            | gól          |